# 야마구찌조선초중급학교
야마구찌조선초중급학교(일본어: 山口朝鮮初中級学校 야마구치 조선 초중급학교[*])는 일본 야마구치현에 위치한 조선학교이다.

## 연혁
- 1946년 - 각지의 국어강습소를 통합하여 시모노세키 조선초등학원으로 개교
- 1949년 - 조선학교 폐쇄령
- 1956년 - 시모노세키 조선 초중급학교로 재교
- 2008년 - 시모노세키 조선 초중급학교와 우베조선초중급학교가 통합 후 야마구찌조선초중급학교로 교명 변경

## 학과
- 중급부
- 초급부
- 유치반